# Acorduloceridea
Acorduloceridea (лат.) — род пилильщиков из семейства Pergidae.

## Распространение
Встречаются в Центральной и Южной Америке (Неарктика и Неотропика): Аргентина, Бразилия, Колумбия, Коста-Рика, Мексика, Перу, Уругвай.

## Классификация
Род включает 15 видов:
- Acorduloceridea atriceps  (Malaise, 1949)[2] — Бразилия, Уругвай
- Acorduloceridea aztoa Smith, 1990 — Коста-Рика, Мексика
- Acorduloceridea bakua Smith, 1990 — Мексика
- Acorduloceridea bleaka Smith, 1990 — Колумбия
- Acorduloceridea compressicornis Rohwer, 1912[1] — Коста-Рика, Панама
- Acorduloceridea dacua Smith, 1990 — Бразилия
- Acorduloceridea entusa Smith, 1990 — Перу
- Acorduloceridea fuscoapicalis (Malaise, 1955)[3] — Аргентина
- Acorduloceridea jujua Smith, 1990 — Аргентина
- Acorduloceridea miacha Smith, 1990 — Перу
- Acorduloceridea nantina Smith, 1990 — Аргентина
- Acorduloceridea piccha Smith, 1990 — Перу
- Acorduloceridea querna Smith, 1990 — Мексика
- Acorduloceridea ruficeps (Malaise, 1949)[2] — Бразилия
- Acorduloceridea sinta  Smith, 1990 — Мексика